# Lilaceophlebia
Lilaceophlebia is een geslacht van schimmels in de orde Polyporales.

## Soorten
Volgens Index Fungorum telt het geslacht twee soorten (peildatum 2023):
| Soortnaam                    | Auteur(s)                          | Publicatiejaar |
| ---------------------------- | ---------------------------------- | -------------- |
| Lilaceophlebia ochraceofulva | (Bourdot & Galzin) Spirin & Zmitr. | 2004           |
| Lilaceophlebia tremelloidea  | (Bres.) Zmitr.                     | 2015           |